# Pausón
Pausón fue un pintor griego que vivió en la misma época que los pintores Polignoto y Dionisio. 
Es mencionado por Aristóteles, quien compara su obra con los otros dos pintores y dice que Polignoto dibujó a los hombres más perfectos de lo que eran, Pausón, peor de lo que eran y Dionisio tal y como eran. De esto cabría interpretar que Polignoto mejoraba la naturaleza o seleccionaba lo más perfecto y bello, Dionisio la reproducía tal cual era, y Pausón escogía las formas más degradadas.
En la Política de Aristóteles, este dice al hablar de los sentidos y la vista, que «cualquiera que sea la importancia que se atribuya a estas sensaciones de la vista, jamás se aconsejará a la juventud que contemple las obras de Pausón, mientras que se le pueden recomendar las de Polignoto o las de cualquier otro pintor que sea tan moral como él.»
Al explicar la prioridad del acto sobre la potencia en el libro IX de la Metafísica y señalando el acto en el fin como forma, hace la siguiente analogía: «de ahí que la naturaleza se comporte como los que enseñan: éstos consideran que han alcanzado el fin cuando han exhibido al alumno actuando. De no ser así, el alumno sería como el Hermes de Pausón: como éste, no quedaría claro si el saber está dentro o fuera de él».
Se narraba acerca de él una anécdota que decía que un cliente le había ordenado pintar un caballo revolcándose pero él lo pintó galopando. Cuando el cliente se irritó por ello, Pausón giró el cuadro, quedando la parte que antes estaba arriba en la parte de abajo y de este modo aparecía el caballo revolcándose.
Este pintor también fue citado en tono de burla por Aristófanes en varias de sus obras.